# حسن شيخ مؤمن
حسن شيخ مؤمن (بالصومالية: Xasan Sheekh Mumin)‏ (و. 1931 – 2008 م) هو شاعر، ومؤلف، وكاتب صومالي، ولد في زيلع، توفي في أوسلو، عن عمر يناهز 77 عاماً.